# Coverdale-Bibel

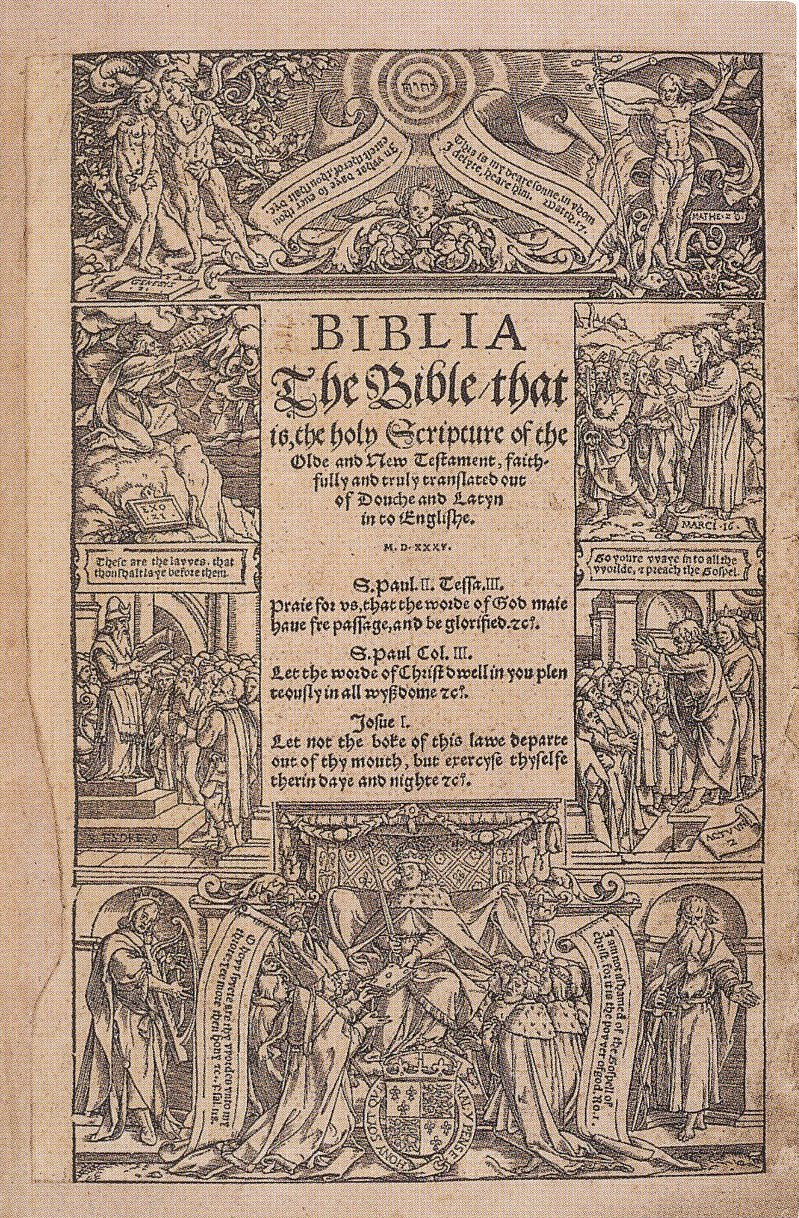
Titelseite der Coverdale-Bibel (1535)

Die Coverdale-Bibel (engl. Coverdale Bible) ist eine englische Übersetzung der Bibel, die erstmals im Jahre 1535 herausgebracht wurde.
Mit der von Myles Coverdale herausgebrachten Bibel wurde erstmals eine vollständige und moderne englische Bibelübersetzung gedruckt.

## Übersetzung
William Tyndale, der zuvor in den 1520er Jahren mit der Übertragung der Bibel begonnen hatte, war im Jahr 1535 verhaftet und am 6. Oktober 1536 in Vilvoorde (Belgien) hingerichtet worden, bevor er seine Arbeit zu Ende führen konnte. Mit seiner Bibel aus dem Jahr 1535 vervollständigte Myles Coverdale die von Tyndale existierenden übersetzten Bibeltexte zu einer vollständigen Übersetzung. Dazu fügte er noch fehlende Bücher des Alten Testaments sowie die Apokryphen hinzu.
Coverdale übersetzte hauptsächlich aus deutschen und aus lateinischen Quellen. Historiker tendieren teilweise dazu, Coverdale und Tyndale als Konkurrenten im Wettrennen um die erste Übersetzung der vollständigen englischen Bibel darzustellen und erwähnen nicht, dass die beiden sich in Wirklichkeit kannten und gelegentlich zusammenarbeiteten. Bereits 1529 übersetzten sie in Hamburg gemeinsam den Pentateuch. Coverdales Werk erschien am 4. Oktober 1535, gedruckt wurde es im Ausland.
Teile von Coverdales Übersetzung flossen 1537 in die Matthew-Bibel ein.
Thomas Cromwell beschäftigte Myles Coverdale später mit der Arbeit an der Great Bible von 1539, der ersten offiziell autorisierten englischen Bibelübersetzung.

## Bibeleditionen
- The Coverdale Bible 1535 [Facsimile]. Dawson, 1975, ISBN 978-0-7129-0658-6